# Landtagswahlkreis Köln IV
Der Landtagswahlkreis Köln IV ist ein Landtagswahlkreis in Köln in Nordrhein-Westfalen. Er umfasst den Stadtbezirk Chorweiler sowie einen Teil des Stadtbezirks Nippes mit den Stadtteilen Longerich, Mauenheim, Niehl, Riehl und Weidenpesch.
Die Wahlkreise in Köln wurden zur Landtagswahl 2005 neu eingeteilt. Zuvor umfasste der Wahlkreis Köln IV noch den Stadtbezirk Ehrenfeld und vom Stadtbezirk Nippes die Stadtteile Nippes und Bilderstöckchen (heute Landtagswahlkreis Köln III) Auf dem heutigen Gebiet befand sich damals der Landtagswahlkreis Köln V.

## Landtagswahl 2022
Die Landtagswahl in Nordrhein-Westfalen 2022 fand am Sonntag, dem 15. Mai 2022, statt. Neben der direkt gewählten Abgeordneten Lena Teschlade schafften über die jeweiligen Landeslisten Yvonne Gebauer (FDP) und Sven Tritschler (AfD) den Einzug in den Landtag.
| Gegenstand der Nachweisung | Gegenstand der Nachweisung | Erst- stimmen | Erst- stimmen | Zweit- stimmen | Zweit- stimmen |
| Bewerber                   | Partei                     | Anzahl        | %             | Anzahl         | %              |
| -------------------------- | -------------------------- | ------------- | ------------- | -------------- | -------------- |
| Wahlberechtigte            | Wahlberechtigte            | 95 307        | 100           | 95 307         | 100            |
| Wähler                     | Wähler                     | 48 318        | 50,7          | 48 318         | 50,7           |
| Ungültige Stimmen          | Ungültige Stimmen          | 427           | 0,9           | 310            | 0,6            |
| Gültige Stimmen            | Gültige Stimmen            | 47 891        | 100           | 48 008         | 100            |
| davon                      |                            |               |               |                |                |
| Thomas-Josef Welter        | CDU                        | 12 956        | 27,1          | 14 076         | 29,3           |
| Lena Teschlade             | SPD                        | 15 029        | 31,4          | 13 122         | 27,3           |
| Yvonne Gebauer             | FDP                        | 2 876         | 6             | 2 720          | 5,7            |
| Sven Tritschler            | AfD                        | 2 696         | 5,6           | 2 690          | 5,6            |
| Friederike Scholz          | GRÜNE                      | 10 693        | 22,3          | 10 395         | 21,7           |
| Daniel Schwerd             | DIE LINKE                  | 1 397         | 2,9           | 1 427          | 3              |
|                            | PIRATEN                    | –             | –             | 99             | 0,2            |
| Janine Anika Krüger        | Die PARTEI                 | 984           | 2,1           | 574            | 1,2            |
|                            | FREIE WÄHLER               | –             | –             | 266            | 0,6            |
|                            | BIG                        | –             | –             | 51             | 0,1            |
|                            | ÖDP                        | –             | –             | 71             | 0,1            |
|                            | Volksabstimmung            | –             | –             | 39             | 0,1            |
|                            | MLPD                       | –             | –             | 18             | 0              |
|                            | DIE VIOLETTEN              | –             | –             | 19             | 0              |
|                            | Gesundheitsforschung       | –             | –             | 47             | 0,1            |
|                            | ZENTRUM                    | –             | –             | 29             | 0,1            |
|                            | DKP                        | –             | –             | 15             | 0              |
| Georg Wördenweber          | dieBasis                   | 389           | 0,8           | 377            | 0,8            |
|                            | DSP                        | –             | –             | 36             | 0,1            |
|                            | du.                        | –             | –             | 87             | 0,2            |
|                            | LIEBE                      | –             | –             | 53             | 0,1            |
|                            | FAMILIE                    | –             | –             | 97             | 0,2            |
|                            | neo                        | –             | –             | 12             | 0              |
|                            | Die Humanisten             | –             | –             | 60             | 0,1            |
|                            | PdF                        | –             | –             | 49             | 0,1            |
|                            | LfK                        | –             | –             | 60             | 0,1            |
|                            | Tierschutzpartei           | –             | –             | 487            | 1              |
| Nadia Boemer-Boutiti       | Team Todenhöfer            | 284           | 0,6           | 270            | 0,6            |
| Laura Claire Loscheider    | Volt                       | 587           | 1,2           | 762            | 1,6            |

## Landtagswahl 2017
Bei der Landtagswahl am 14. Mai 2017 waren 96.453 Bürger wahlberechtigt, von denen 57.454 (Wahlbeteiligung 59,57 %) ihre Stimme abgaben. Das vorläufige Ergebnis lautet:
| Direktkandidat      | Partei         | Erststimmen in % | Zweitstimmen in % |
| ------------------- | -------------- | ---------------- | ----------------- |
| Andreas Kossiski    | SPD            | 34,31            | 30,53             |
| Christian Möbius    | CDU            | 34,20            | 29,37             |
| Michael Kaiser      | GRÜNE          | 6,70             | 7,98              |
| Yvonne Gebauer      | FDP            | 8,30             | 12,20             |
| Manuela Langer      | Piraten        | 1,21             | 0,99              |
| Michael Weisenstein | Linke          | 6,04             | 6,59              |
| Elke Tobias Kunze   | Die Partei     | 1,53             | 0,98              |
| Christer Cremer     | AfD            | 7,31             | 8,22              |
| Rolf Hubrich        | Einzelbewerber | 0,41             | N.A.              |

Neben dem wiedergewählten Amtsinhaber Andreas Kossiski zog auch die FDP-Kandidatin Yvonne Gebauer über den Landeslistenplatz neun in das Landesparlament ein. Der bisherige CDU-Landtagsabgeordnete Christian Möbius schied aus dem Landtag aus, da sein Listenplatz nicht ausreichte.

## Landtagswahl 2012
Wahlberechtigt waren 96.381 Einwohner. Die Wahlbeteiligung lag bei 55,9 %
| Direktkandidat          | Partei  | Erststimmen in % | Zweitstimmen in % |
| ----------------------- | ------- | ---------------- | ----------------- |
| Christian Möbius        | CDU     | 28,5             | 22,0              |
| Andreas Kossiski        | SPD     | 42,7             | 39,6              |
| Cornelie Wittsack-Junge | GRÜNE   | 12,6             | 14,0              |
| Holger Kohl             | Piraten | 8,2              | 8,0               |
| Bettina Houben          | FDP     | 4,6              | 7,8               |
| Richard Klein           | Linke   | 3,2              | 3,0               |
| Stephan Hochstein       | BüSo    | 0,2              | -                 |

## Landtagswahl 2010
Wahlberechtigt waren 95.564 Einwohner. Die Wahlbeteiligung lag bei 55,9 %.
| Direktkandidat     | Partei      | Erststimmen in % | Zweitstimmen in % |
| ------------------ | ----------- | ---------------- | ----------------- |
| Christian Möbius   | CDU         | 36,0             | 30,9              |
| Tayfun Keltek      | SPD         | 34,5             | 33,8              |
| Susanne Eichmüller | GRÜNE       | 14,0             | 14,4              |
| Richard Klein      | Linke       | 6,0              | 6,1               |
| Ingo Stolle        | FDP         | 3,8              | 6,1               |
| Martin Schöppe     | Pro NRW     | 3,7              | 3,5               |
| Willi Streicher    | Rentner     | 1,2              | 1,9               |
| Mehmet Cambaz      | BIG         | 0,5              | 0,6               |
| Carsten Kaufmann   | BüSo        | 0,3              | 0,1               |
| Anette Schumacher  | Freie Union | 0,2              | 0,1               |
| -                  | Sonstige    | -                | 3,4               |

## Landtagswahl 2005
Wahlberechtigt waren 95.329 Einwohner. Die Wahlbeteiligung lag bei 56,3 %.
| Direktkandidat   | Partei | Stimmen in % |
| ---------------- | ------ | ------------ |
| Christian Möbius | CDU    | 40,9         |
| Anke Brunn       | SPD    | 38,2         |
| Diana Siebert    | GRÜNE  | 8,1          |
| Ziya Cicek       | FDP    | 6,1          |
| Werner Ley       | WASG   | 2,0          |
| Jutta Jaura      | GRAUE  | 1,9          |
| Klaus Weiß       | REP    | 1,6          |
| Dieter Wernig    | PDS    | 1,2          |

## Landtagswahl 2000
Wahlberechtigt waren 82.089 Einwohner. Die Wahlbeteiligung lag bei 55,6 %.
| Direktkandidat         | Partei | Stimmen in % |
| ---------------------- | ------ | ------------ |
| Annelie Kever-Henseler | SPD    | 37,8         |
| Marie Therese Ley      | CDU    | 33,9         |
| Adelheid Näpflein      | GRÜNE  | 14,7         |
| Bernardo Trier         | FDP    | 10,9         |
| Matthias W. Birkwald   | PDS    | 1,5          |
| Rudolf Tonnar          | REP    | 0,7          |